# Magyarabes
 (avril 2018).
Les Magyarabes sont un groupe ethnique vivant sur les rives du Nil en Égypte et au Soudan. Ils seraient les descendants de populations magyares arrivées sur place au XVIe siècle.